# Albrecht Rychen

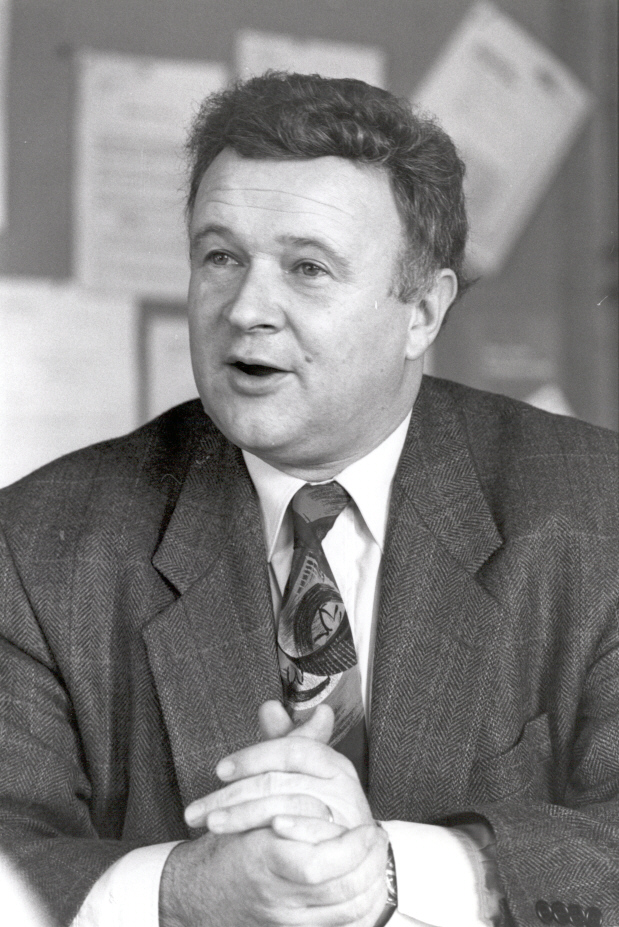
Albrecht Rychen (1994)

Albrecht Rychen (* 29. Juli 1948 in Wilderswil; † 26. Februar 2025) war ein Schweizer Politiker (SVP, seit 2008 BDP).

## Leben
Rychen war diplomierter Berufsschullehrer und von 1979 bis 2013 Rektor des Berufs- und Weiterbildungszentrums BWZ Lyss.
Seine Politikkarriere begann er 1966 im Jugendparlament Bern, dem er bis 1969 angehörte. Im selben Jahr gründete er die Junge BGB des Kantons Bern. Von 1974 bis 1987 gehörte Rychen dem Grossen Rat des Kantons Bern an. Von 1982 bis 1987 war er ausserdem Mitglied des Grossen Gemeinderats von Lyss. Von 1984 bis 1996 präsidierte er die SVP des Kantons Bern. Von 1987 bis 1999 war er Nationalrat und gehörte der Aussenpolitischen Kommission, die er zwei Jahre präsidierte, und der Kommission für Sozial- und Gesundheitspolitik an. Von 1988 bis 1992 präsidierte er die Eidgenössische Wasserwirtschaftskommission. Bei den Parlamentswahlen 1999 wurde der als gemässigt geltende Rychen nicht wiedergewählt. Rychen war 2008 Mitbegründer der BDP Schweiz, Mitglied der Geschäftsleitung der BDP Schweiz und Programmchef.
Von 1982 bis 1996 stand Rychen dem Kantonalverband bernischer Krankenkassen vor. Von 1995 bis 2003 war er Präsident der Schweizerischen Lungenliga. 1998 bis 2017 war er Verwaltungsratspräsident der Krankenkasse Visana.
Rychen war verwitwet und hatte drei Kinder. Er war Bürger von Wilderswil und wohnte in Lyss.
2023 wurde bekannt, dass Rychen an Alzheimer erkrankt war. Er starb am 26. Februar 2025.